# Süleyman Seyyid
Süleyman Seyyid Bey (Istanbul, 1842 – Istanbul, 1913) è stato un pittore e insegnante d'arte ottomano, noto soprattutto per le sue nature morte.

## Biografia

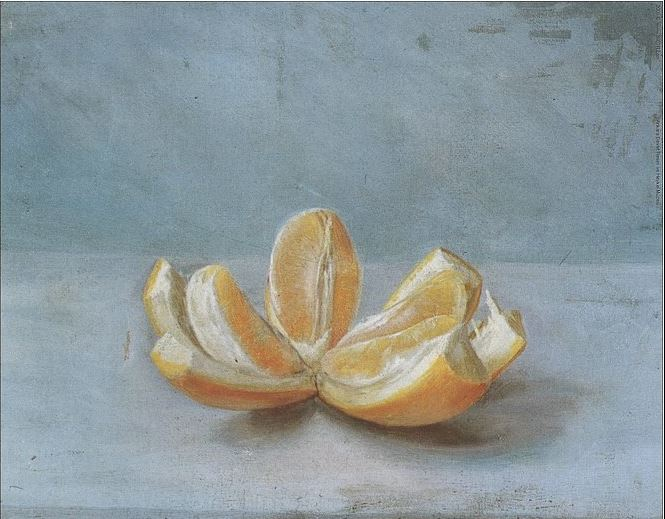
Natura morta con arancia

È nato in una prestigiosa famiglia anatolica. Suo nonno era un noto mastro artigiano specializzato in intarsi in madreperla. Dopo aver completato l'istruzione primaria, frequentò l'Accademia militare turca. I suoi schizzi e acquerelli attirarono l'attenzione di Giovanni Schranz (1794-1882), un pittore maltese in visita a Istanbul. Su sollecitazione di Schranz, Seyyid decise di intraprendere la carriera artistica.
Nel 1862 andò a studiare a Parigi in una scuola speciale istituita per gli studenti turchi, poi entrò nel laboratorio di Alexandre Cabanel. Successivamente studiò in Italia per un anno e tornò in patria nel 1870, dove divenne insegnante dell'Accademia. L'anno successivo, anche Şeker Ahmed Pascià tornò da Parigi e si unì all'Accademia come altro insegnante di arte. I crescenti disaccordi tra i due portarono alle dimissioni di Seyyid nel 1880.
Insegnò per quattro anni alla Scuola Militare di Kuleli, poi si trasferì alla Scuola Medica Militare, dove rimase fino al 1910, raggiungendo il grado di colonnello (Miralay). In quel periodo organizzò mostre volte a far conoscere al pubblico ottomano gli stili pittorici occidentali. Scrisse anche saggi sull'arte e lavorò come traduttore per diversi giornali. Uomo intensamente spirituale, pare abbia regalato la maggior parte delle sue opere.